# St. Philippus und Jakobus (Albstadt)

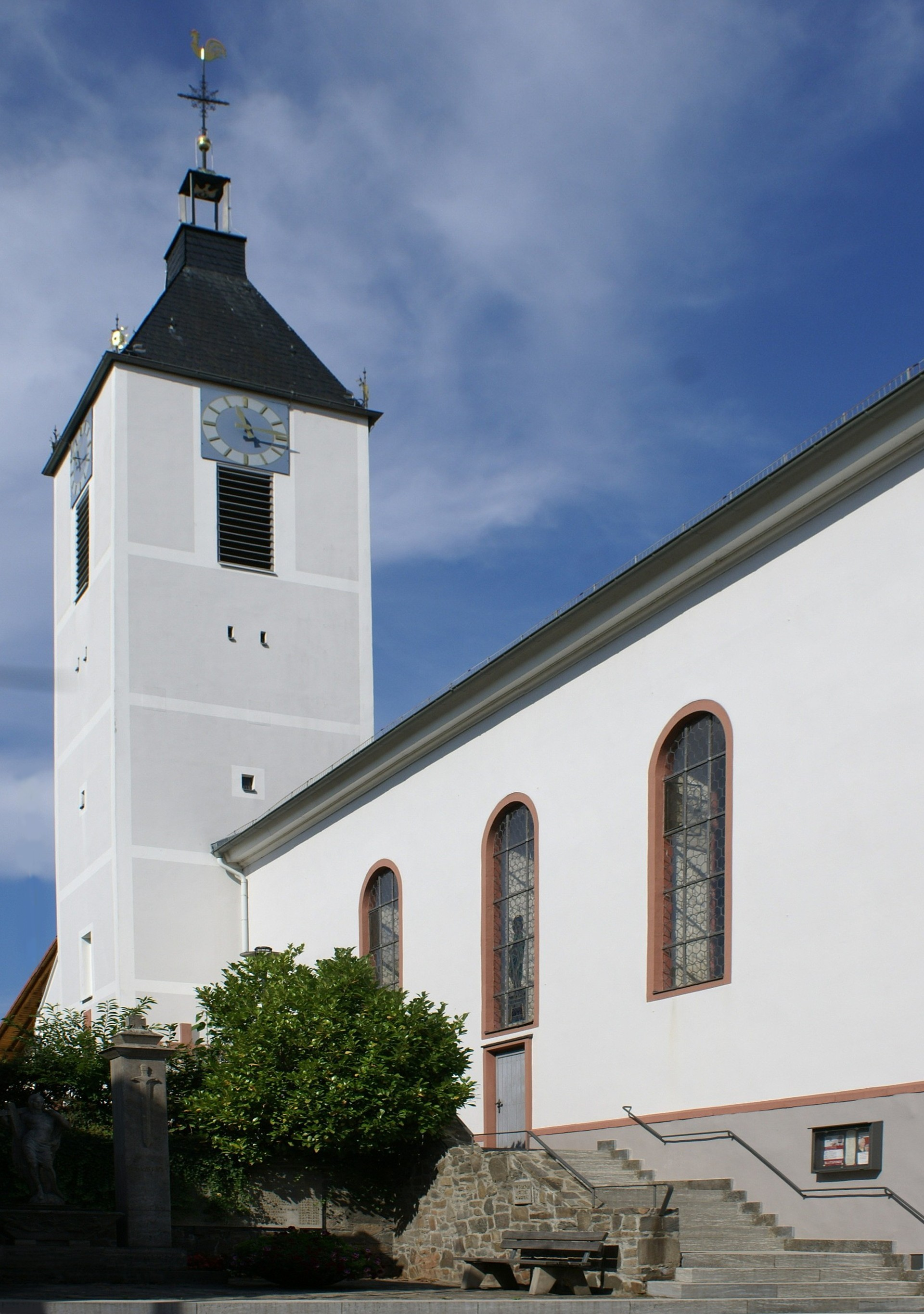
St. Philippus und Jakobus (Albstadt)

Die römisch-katholische, denkmalgeschützte Pfarrkirche St. Philippus und Jakobus steht im Ortsteil Albstadt der Gemeinde Alzenau im Landkreis Aschaffenburg in Unterfranken. Das Bauwerk ist unter der Denkmalnummer D-6-71-111-20 als Baudenkmal in die Bayerische Denkmalliste eingetragen. Die Kuratie gehört zur Pfarreiengemeinschaft Maria im Apostelgarten (Michelbach) im Dekanat Alzenau des Bistums Würzburg.

## Beschreibung
Das Langhaus mit dem eingezogenen Chor im Westen wurde 1821 errichtet, der Kirchturm auf quadratischem Grundriss, dessen Helm aus einem regelmäßigen Pyramidenstumpf besteht, wurde 1949 in der Südwest-Ecke von Chor und Langhaus angefügt. Sein oberstes Geschoss beherbergt die Turmuhr und hinter den Klangarkaden den Glockenstuhl. 
Die Orgel auf der Empore über dem Eingang hat 17 Register, zwei Manuale und ein Pedal und wurde 1963 von Gustav Weiß gebaut. Zur Kirchenausstattung gehört ein Hochaltar aus der Bauzeit.